# Saint-Félix-de-Reillac-et-Mortemart
Pour les articles homonymes, voir Saint-Félix.
Saint-Félix-de-Reilhac-et-Mortemart redirige ici.
Saint-Félix-de-Reillac-et-Mortemart (nom officiel), parfois écrit Saint-Félix-de-Reilhac-et-Mortemart, est une commune française située dans le département de la Dordogne en région Nouvelle-Aquitaine.

## Géographie

### Généralités
La commune de Saint-Félix-de-Reillac-et-Mortemart, traversée par le 45e parallèle nord, est de ce fait située à égale distance du pôle Nord et de l'équateur terrestre (environ 5 000 km).

### Communes limitrophes
Saint-Félix-de-Reillac-et-Mortemart est limitrophe de sept autres communes.
| Lacropte                 | La Douze — Saint-Geyrac             | Rouffignac-Saint-Cernin-de-Reilhac |
|                          | Saint-Félix-de-Reillac-et-Mortemart |                                    |
| Val de Louyre et Caudeau | Journiac                            | Mauzens-et-Miremont                |

### Géologie et relief

#### Géologie
Situé sur la plaque nord du Bassin aquitain et bordé à son extrémité nord-est par une frange du Massif central, le département de la Dordogne présente une grande diversité géologique. Les terrains sont disposés en profondeur en strates régulières, témoins d'une sédimentation sur cette ancienne plate-forme marine. Le département peut ainsi être découpé sur le plan géologique en quatre gradins différenciés selon leur âge géologique. Saint-Félix-de-Reillac-et-Mortemart est située dans le troisième gradin à partir du nord-est, un plateau formé de calcaires hétérogènes du Crétacé.
Les couches affleurantes sur le territoire communal sont constituées de formations superficielles du Quaternaire et de roches sédimentaires datant pour certaines du Cénozoïque, et pour d'autres du Mésozoïque. La formation la plus ancienne, notée c4a(Bs), date du Santonien inférieur, composée de marnes à huîtres, calcaires crayeux en plaquettes gris à bryozoaires, puis grès carbonaté et sables jaunes (formation de Boussitran). La formation la plus récente, notée CFvs, fait partie des formations superficielles de type colluvions carbonatées de vallons secs : sable limoneux à débris calcaires et argile sableuse à débris. Le descriptif de ces couches est détaillé dans  les feuilles « no 783 - Thenon » et « no 807 - Le Bugue » de la carte géologique au 1/50 000 de la France métropolitaine, et leurs notices associées,.

Carte géologique de Saint-Félix-de-Reillac-et-Mortemart.

#### Relief et paysages
Le département de la Dordogne se présente comme un vaste plateau incliné du nord-est (491 m, à la forêt de Vieillecour dans le Nontronnais, à Saint-Pierre-de-Frugie) au sud-ouest (2 m à Lamothe-Montravel). L'altitude du territoire communal varie quant à elle entre 130 mètres et 267 mètres,.
Dans le cadre de la Convention européenne du paysage entrée en vigueur en France le 1er juillet 2006, renforcée par la loi du 8 août 2016 pour la reconquête de la biodiversité, de la nature et des paysages, un atlas des paysages de la Dordogne a été élaboré sous maîtrise d’ouvrage de l’État et publié en octobre 2020. Les paysages du département s'organisent en huit unités paysagères,. La commune fait partie du Périgord central, un paysage vallonné, aux horizons limités par de nombreux bois, plus ou moins denses, parsemés de prairies et de petits champs.
La superficie cadastrale de la commune publiée par l'Insee, qui sert de référence dans toutes les statistiques, est de 20,31 km2,,. La superficie géographique, issue de la BD Topo, composante du Référentiel à grande échelle produit par l'IGN, est quant à elle de 20,71 km2.

### Hydrographie

#### Réseau hydrographique
La commune est située dans le bassin de la Dordogne au sein du Bassin Adour-Garonne. Elle est drainée par un petit cours d'eau qui constitue un réseau hydrographique de 2 km de longueur totale,.

Réseaux hydrographique et routier de Saint-Félix-de-Reillac-et-Mortemart.
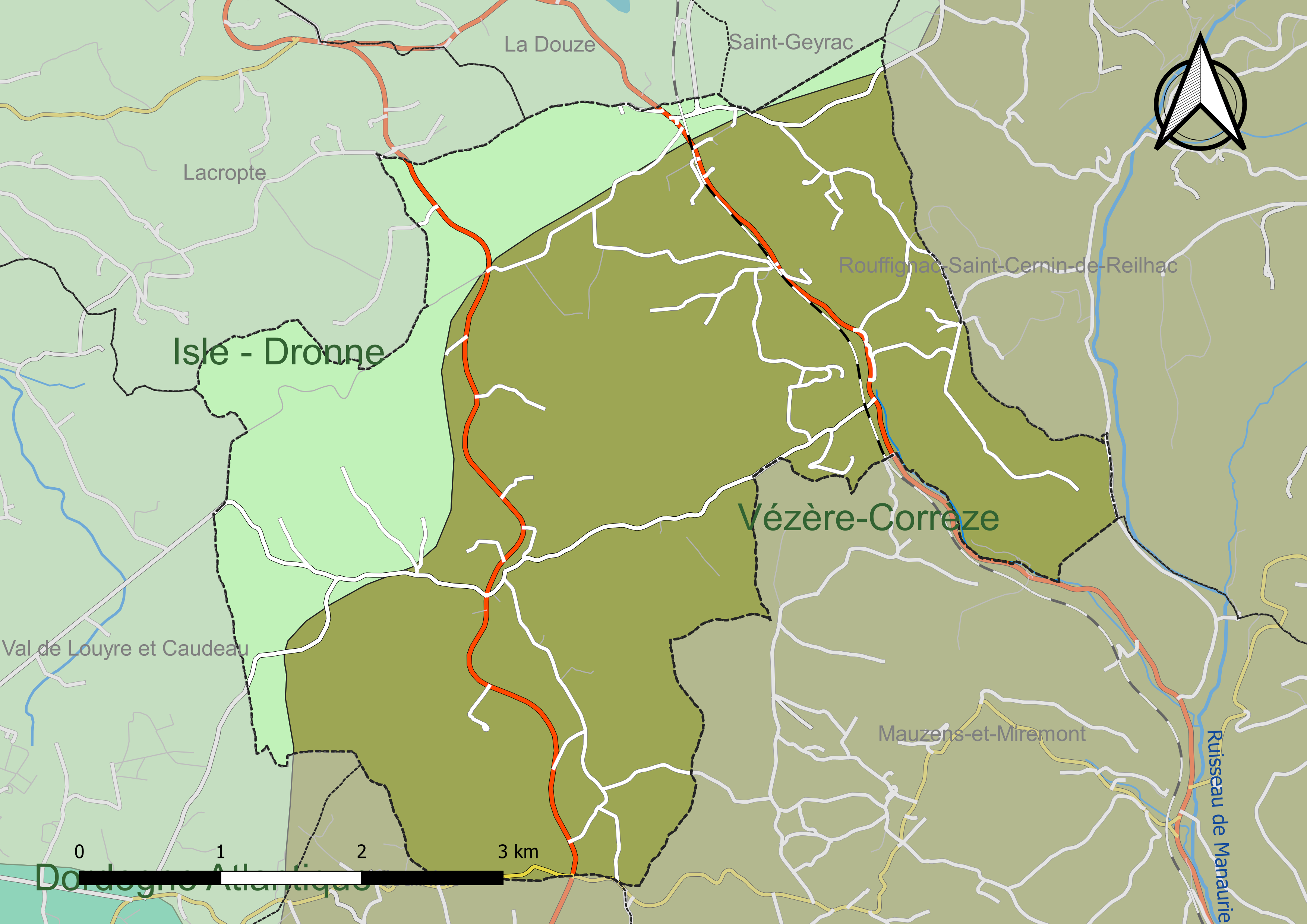
Carte des schémas d'aménagement et de gestion des eaux (SAGE) couvrant le territoire communal de Saint-Félix-de-Reillac-et-Mortemart.

#### Gestion et qualité des eaux
Le territoire communal est couvert par les schémas d'aménagement et de gestion des eaux (SAGE) « Isle - Dronne » et « Vézère-Corrèze ». Le SAGE « Isle - Dronne », dont le territoire regroupe les bassins versants de l'Isle et de la Dronne, d'une superficie de 7 500 km2, a été approuvé le 2 août 2021. La structure porteuse de l'élaboration et de la mise en œuvre est l'établissement public territorial de bassin de la Dordogne (EPIDOR). Le SAGE « Vézère-Corrèze », dont le territoire regroupe les bassins versants de la Vézère et de la Corrèze, d'une superficie de 3 730 km2 est en cours d'élaboration. La structure porteuse de l'élaboration et de la mise en œuvre est le conseil départemental de la Corrèze. Ils définissent chacun sur leur territoire les objectifs généraux d’utilisation, de mise en valeur et de protection quantitative et qualitative des ressources en eau superficielle et souterraine, en respect des objectifs de qualité définis dans le troisième SDAGE  du Bassin Adour-Garonne qui couvre la période 2022-2027, approuvé le 10 mars 2022.
La majeure partie du territoire communal, environ 80 % à l'est, au centre et au sud, dépend du SAGE Vézère-Corrèze. Le reste, au nord et à l'ouest est rattaché au SAGE Isle - Dronne.
La qualité des eaux de baignade et des cours d’eau peut être consultée sur un site dédié géré par les agences de l’eau et l’Agence française pour la biodiversité.

### Climat
Pour des articles plus généraux, voir Climat de la Nouvelle-Aquitaine et Climat de la Dordogne.
En 2010, le climat de la commune est de type climat océanique altéré, selon une étude s'appuyant sur une série de données couvrant la période 1971-2000. En 2020, Météo-France publie une typologie des climats de la France métropolitaine dans laquelle la commune est toujours exposée à un climat océanique altéré et est dans la région climatique  Aquitaine, Gascogne, caractérisée par une pluviométrie abondante au printemps, modérée en automne, un faible ensoleillement au printemps, un été chaud (19,5 °C), des vents faibles, des brouillards fréquents en automne et en hiver et des orages fréquents en été (15 à 20 jours).
Pour la période 1971-2000, la température annuelle moyenne est de 12,3 °C, avec  une amplitude thermique annuelle de 14,9 °C. Le cumul annuel moyen de précipitations est de 938 mm, avec 12,1 jours de précipitations en janvier et 6,9 jours en juillet. Pour la période 1991-2020, la température moyenne annuelle observée sur la station météorologique la plus proche, située sur la commune de Bassillac et Auberoche à 16 km à vol d'oiseau, est de 13,1 °C et le cumul annuel moyen de précipitations est de 480,0 mm. Pour l'avenir, les paramètres climatiques de la commune estimés pour 2050 selon différents scénarios d’émission de gaz à effet de serre sont consultables sur un site dédié publié par Météo-France en novembre 2022.

## Urbanisme

### Typologie
Au 1er janvier 2024, Saint-Félix-de-Reillac-et-Mortemart est catégorisée commune rurale à habitat très dispersé, selon la nouvelle grille communale de densité à 7 niveaux définie par l'Insee en 2022.
Elle est située hors unité urbaine et hors attraction des villes,.

### Occupation des sols
L'occupation des sols de la commune, telle qu'elle ressort de la base de données européenne d’occupation biophysique des sols Corine Land Cover (CLC), est marquée par l'importance des forêts et milieux semi-naturels (63,5 % en 2018), une proportion sensiblement équivalente à celle de 1990 (64,1 %). La répartition détaillée en 2018 est la suivante : 
forêts (62,3 %), zones agricoles hétérogènes (26,6 %), prairies (5,9 %), espaces verts artificialisés, non agricoles (2,5 %), terres arables (1,5 %), milieux à végétation arbustive et/ou herbacée (1,2 %). L'évolution de l’occupation des sols de la commune et de ses infrastructures peut être observée sur les différentes représentations cartographiques du territoire : la carte de Cassini (XVIIIe siècle), la carte d'état-major (1820-1866) et les cartes ou photos aériennes de l'IGN pour la période actuelle (1950 à aujourd'hui).

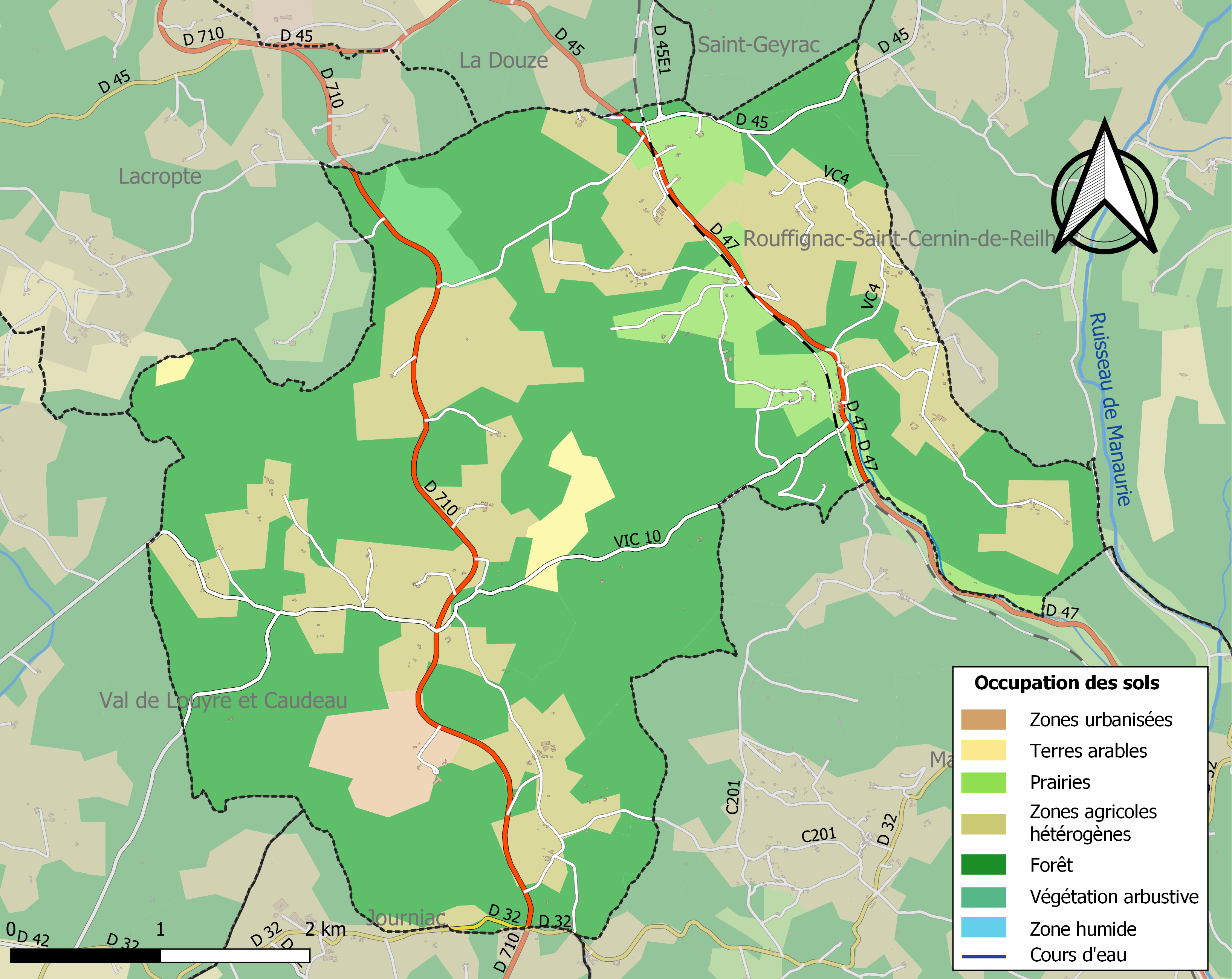
Carte des infrastructures et de l'occupation des sols de la commune en 2018 (CLC).

### Prévention des risques
Le territoire de la commune de Saint-Félix-de-Reillac-et-Mortemart est vulnérable à différents aléas naturels : météorologiques (tempête, orage, neige, grand froid, canicule ou sécheresse), feux de forêts, mouvements de terrains et séisme (sismicité très faible). Un site publié par le BRGM permet d'évaluer simplement et rapidement les risques d'un bien localisé soit par son adresse soit par le numéro de sa parcelle.
Saint-Félix-de-Reillac-et-Mortemart est exposée au risque de feu de forêt. L’arrêté préfectoral du 14 mars 2013 fixe les conditions de pratique des incinérations et de brûlage dans un objectif de réduire le risque de départs d’incendie. À ce titre, des périodes sont déterminées : interdiction totale du 15 février au 15 mai et du 15 juin au 15 octobre, utilisation réglementée du 16 mai au 14 juin et du 16 octobre au 14 février. En septembre 2020, un plan inter-départemental de protection des forêts contre les incendies (PidPFCI) a été adopté pour la période 2019-2029,.

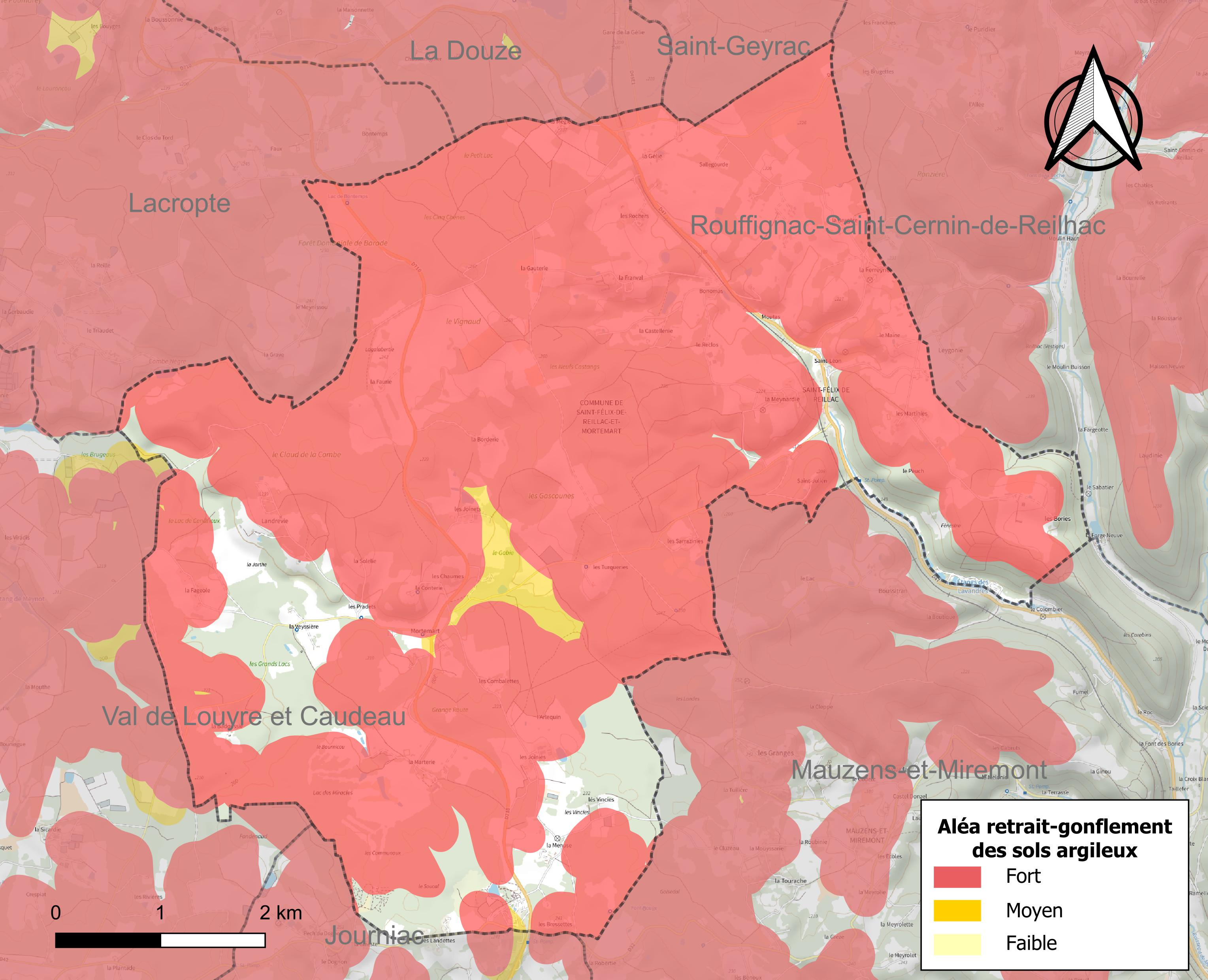
Carte des zones d'aléa retrait-gonflement des sols argileux de Saint-Félix-de-Reillac-et-Mortemart.

Les mouvements de terrains susceptibles de se produire sur la commune sont des tassements différentiels. Le retrait-gonflement des sols argileux est susceptible d'engendrer des dommages importants aux bâtiments en cas d’alternance de périodes de sécheresse et de pluie. 86,2 % de la superficie communale est en aléa moyen ou fort (58,6 % au niveau départemental et 48,5 % au niveau national métropolitain). Depuis le 1er octobre 2020, en application de la loi ÉLAN, différentes contraintes s'imposent aux vendeurs, maîtres d'ouvrages ou constructeurs de biens situés dans une zone classée en aléa moyen ou fort,.
La commune a été reconnue en état de catastrophe naturelle au titre des dommages causés par les inondations et coulées de boue survenues en 1982, 1983, 1999 et 2008, par la sécheresse en 1989, 1991, 1992 et 2011 et par des mouvements de terrain en 1999.

## Toponymie

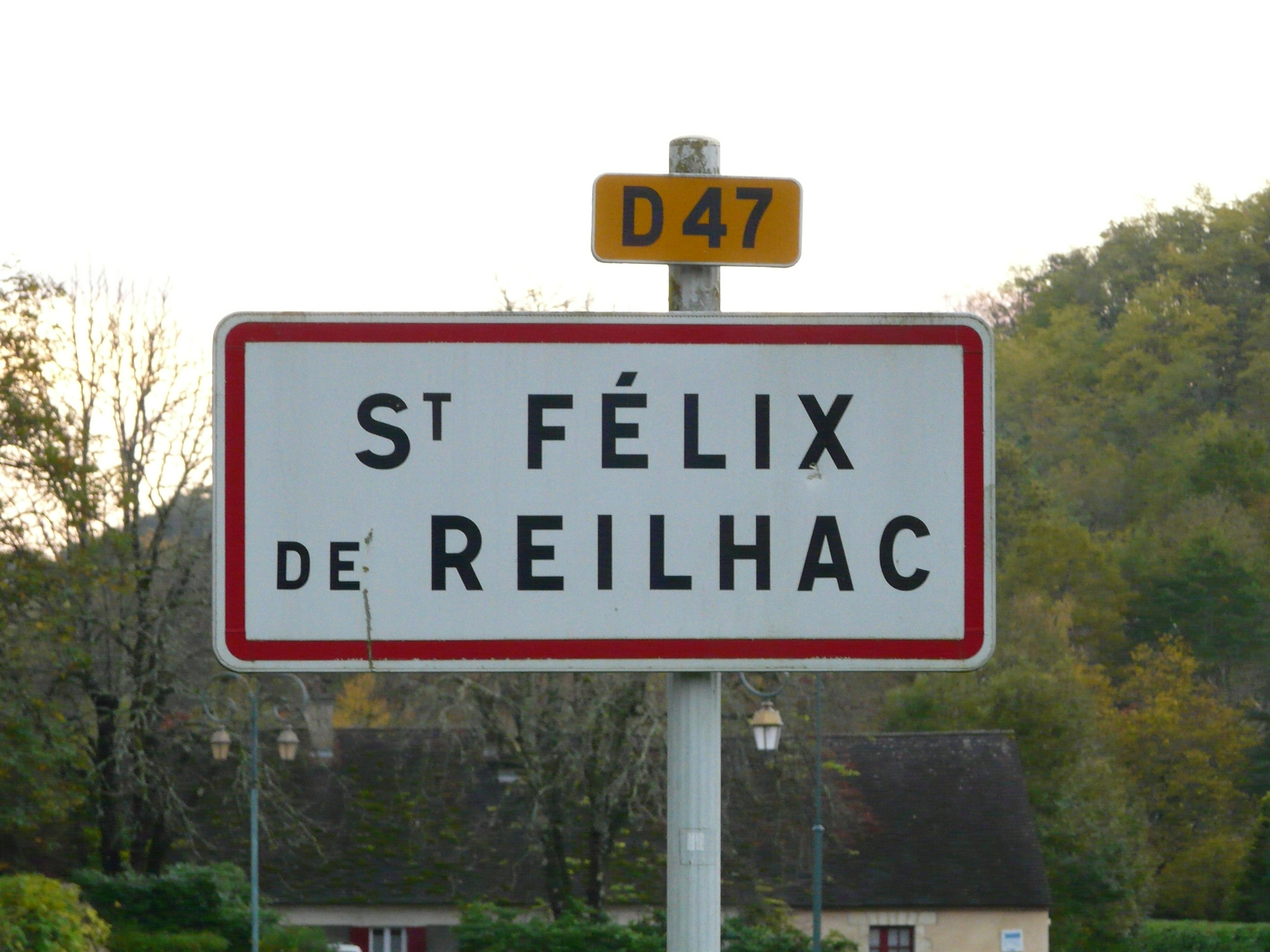
Panneau d'entrée dans le village de Saint-Félix-de-Reillac.

Le nom officiel de la commune est Saint-Félix-de-Reillac-et-Mortemart, mais localement il s'écrit parfois Saint-Félix-de-Reilhac-et-Mortemart.
En occitan la commune porte le nom de Sent Feliç de Relhac e Mòrta Mar.

## Histoire
En 1827, les communes de Mortemart et de Saint-Félix-de-Reillac fusionnent sous le nom de Saint-Félix-de-Reillac-et-Mortemart. La commune possède ainsi deux églises.
Mortemart (Mortuo Mari) était une ancienne commanderie occupée par les moines soldats et également une halte sur le chemin de Saint-Jacques-de-Compostelle et l’ancienne route royale Bordeaux-Lyon. L’origine de Saint-Félix (Sanctus Felix) remonte à 1273.

## Politique et administration

### Administration municipale
La population de la commune étant comprise entre 100 et 499 habitants au recensement de 2017, onze conseillers municipaux ont été élus en 2020,.

### Liste des maires

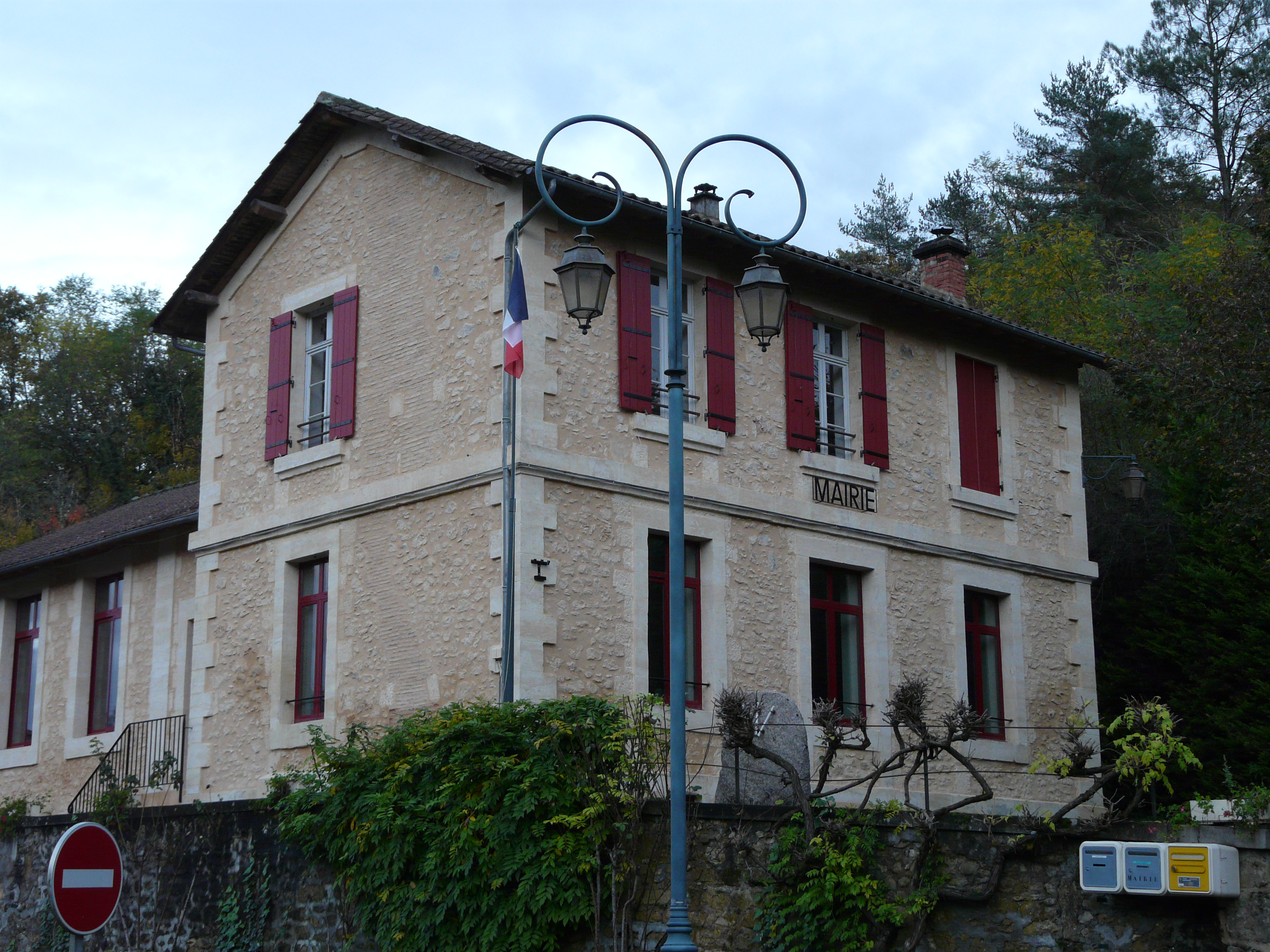
La mairie.

| Période                                  | Période   | Identité               | Étiquette | Qualité     |
| ---------------------------------------- | --------- | ---------------------- | --------- | ----------- |
| Les données manquantes sont à compléter. |           |                        |           |             |
|                                          |           |                        |           |             |
| 1977                                     | 1989      | Serge Teillet          |           |             |
|                                          |           |                        |           |             |
| 1995                                     | mars 2008 | Jacques Guinot         | PS        | Agriculteur |
| mars 2008 (réélu en mai 2020)            | En cours  | Jean-François Autefort | SE        | Agriculteur |

## Équipements et services publics

### Justice
Dans le domaine judiciaire, Saint-Félix-de-Reillac-et-Mortemart relève : 
- du tribunal de proximité de Sarlat-la-Canéda ;
- du tribunal judiciaire, du tribunal pour enfants, du conseil de prud'hommes et du tribunal de commerce de Bergerac ;
- du pôle Nationalité du tribunal judiciaire de Périgueux (compétent uniquement dans le domaine de la nationalité) ;
- de la cour d'appel et de la  cour administrative d'appel de Bordeaux.

## Population et société

### Démographie
Jusqu'en 1827, les communes de Mortemart et de Saint-Félix-de-Reillac étaient indépendantes.

#### Démographie de Mortemart
| 1793 | 1800 | 1806 | 1821 |
| ---- | ---- | ---- | ---- |
| 280  | 276  | 291  | 255  |

#### Démographie de Saint-Félix-de-Reillac, puis de Saint-Félix-de-Reillac-et-Mortemart
En 1827, Mortemart fusionne avec Saint-Félix-de-Reillac qui devient Saint-Félix-de-Reillac-et-Mortemart.
L'évolution du nombre d'habitants est connue à travers les recensements de la population effectués dans la commune depuis 1793. Pour les communes de moins de 10 000 habitants, une enquête de recensement portant sur toute la population est réalisée tous les cinq ans, les populations de référence des années intermédiaires étant quant à elles estimées par interpolation ou extrapolation. Pour la commune, le premier recensement exhaustif entrant dans le cadre du nouveau dispositif a été réalisé en 2006.

En 2022, la commune comptait 178 habitants, en évolution de −3,78 % par rapport à 2016 (Dordogne : +0,37 %, France hors Mayotte : +2,11 %).
| 1793 | 1800 | 1806 | 1821 | 1831 | 1836 | 1841 | 1846 | 1851 |
| ---- | ---- | ---- | ---- | ---- | ---- | ---- | ---- | ---- |
| 357  | 339  | 345  | 381  | 690  | 674  | 699  | 695  | 717  |

| 1856 | 1861 | 1866 | 1872 | 1876 | 1881 | 1886 | 1891 | 1896 |
| ---- | ---- | ---- | ---- | ---- | ---- | ---- | ---- | ---- |
| 743  | 677  | 664  | 625  | 626  | 607  | 566  | 566  | 502  |

| 1901 | 1906 | 1911 | 1921 | 1926 | 1931 | 1936 | 1946 | 1954 |
| ---- | ---- | ---- | ---- | ---- | ---- | ---- | ---- | ---- |
| 485  | 442  | 472  | 386  | 373  | 319  | 323  | 274  | 231  |

| 1962 | 1968 | 1975 | 1982 | 1990 | 1999 | 2006 | 2011 | 2016 |
| ---- | ---- | ---- | ---- | ---- | ---- | ---- | ---- | ---- |
| 198  | 192  | 188  | 201  | 194  | 214  | 194  | 199  | 185  |

| 2021 | 2022 | - | - | - | - | - | - | - |
| ---- | ---- | - | - | - | - | - | - | - |
| 177  | 178  | - | - | - | - | - | - | - |

## Économie

### Emploi
En 2015, parmi la population communale comprise entre 15 et 64 ans, les actifs représentent 100 personnes, soit 51,8 % de la population municipale. Le nombre de chômeurs (onze) a augmenté par rapport à 2010 (six) et le taux de chômage de cette population active s'établit à 11,5 %.

### Établissements
Au 31 décembre 2015, la commune compte trente-sept établissements, dont treize au niveau des commerces, transports ou services, treize dans l'agriculture, la sylviculture ou la pêche, six dans la construction, trois relatifs au secteur administratif, à l'enseignement, à la santé ou à l'action sociale, et deux dans l'industrie.

### Sylviculture
La forêt domaniale Barade est en partie située sur le territoire de la commune de Saint-Félix-de-Reillac-et-Mortemart.

## Culture locale et patrimoine

### Lieux et monuments
La commune compte un monument inscrit à l'inventaire des monuments historiques et aucun lieu ou monument répertorié à l'inventaire général du patrimoine culturel ni objet répertorié à l'inventaire des monuments historiques ou à l'inventaire général du patrimoine culturel :
- l'église Saint-Jean et le presbytère de Mortemart[56]. Les façades et les toitures de l'église et du presbytère sont inscrites depuis le 9 novembre 1984[57]. Construite sur une motte féodale, elle comporte deux particularités : son clocher-mur et son donjon carré.

On peut toutefois citer également :
- l'église Saint-Félix[56] de Saint-Félix-de-Reillac. De style roman, elle fut restaurée et possède de jolis vitraux ainsi que des statues représentant la Vierge, saint Joseph et saint Laurent (saint patron de la commune) ;
- le golf de la Marterie[58] ;
- l'élevage de sangliers de Mortemart, ouvert à la visite[59],[60] ;
- le Jacquou Parc, parc animalier et de loisirs ouvert depuis 1995[61],[62].

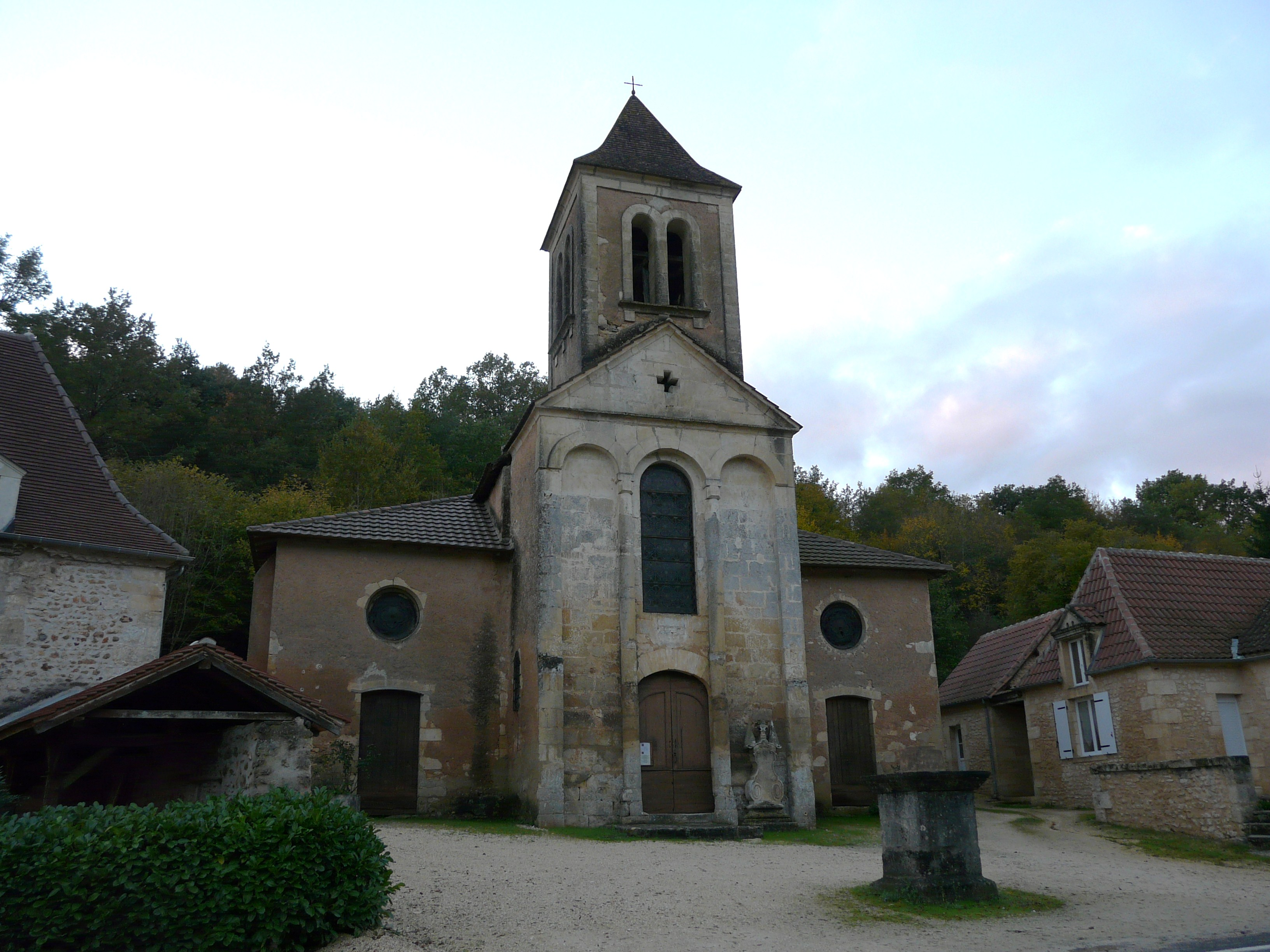
L'église Saint-Félix.
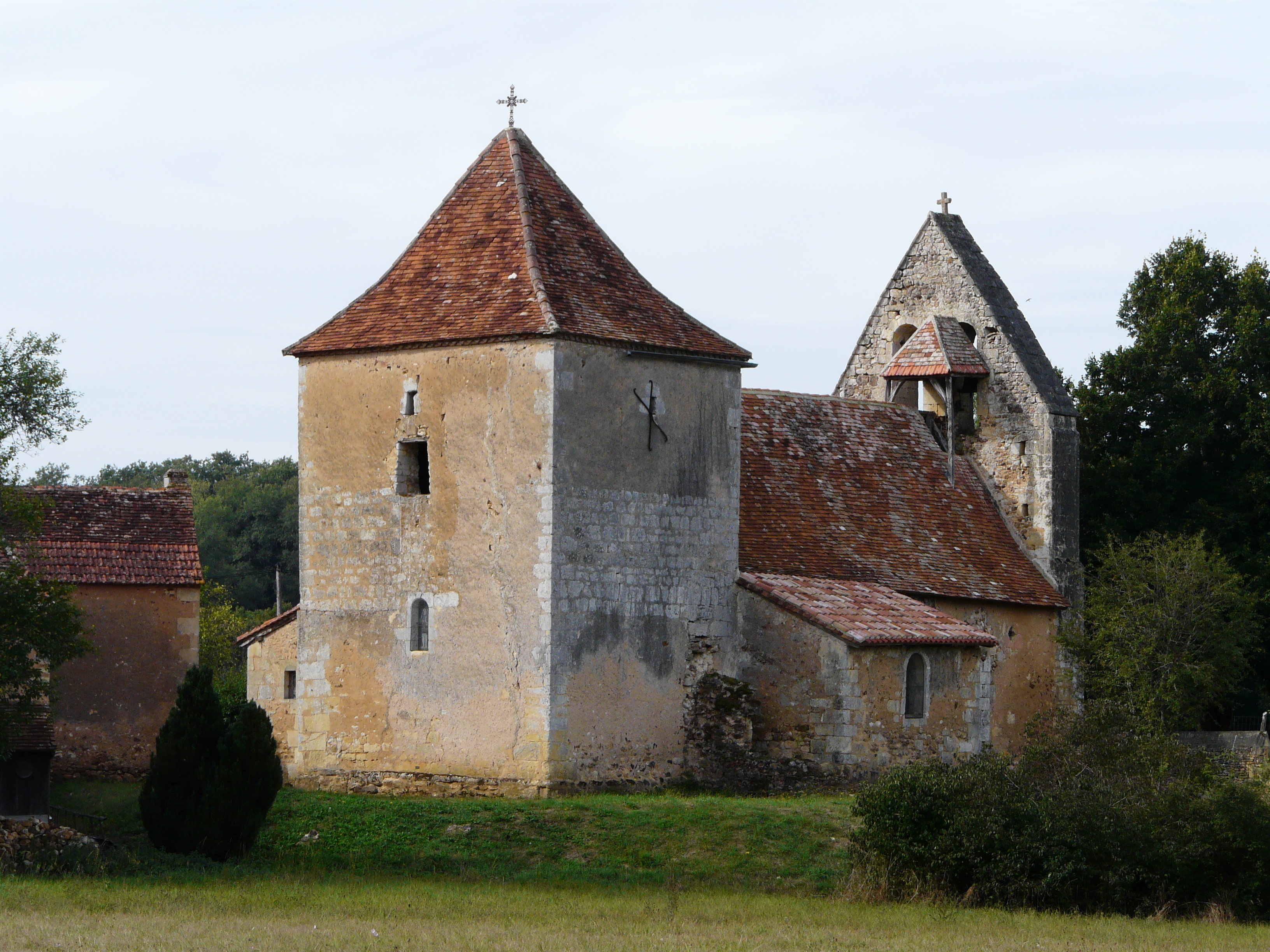
L'église Saint-Jean de Mortemart.
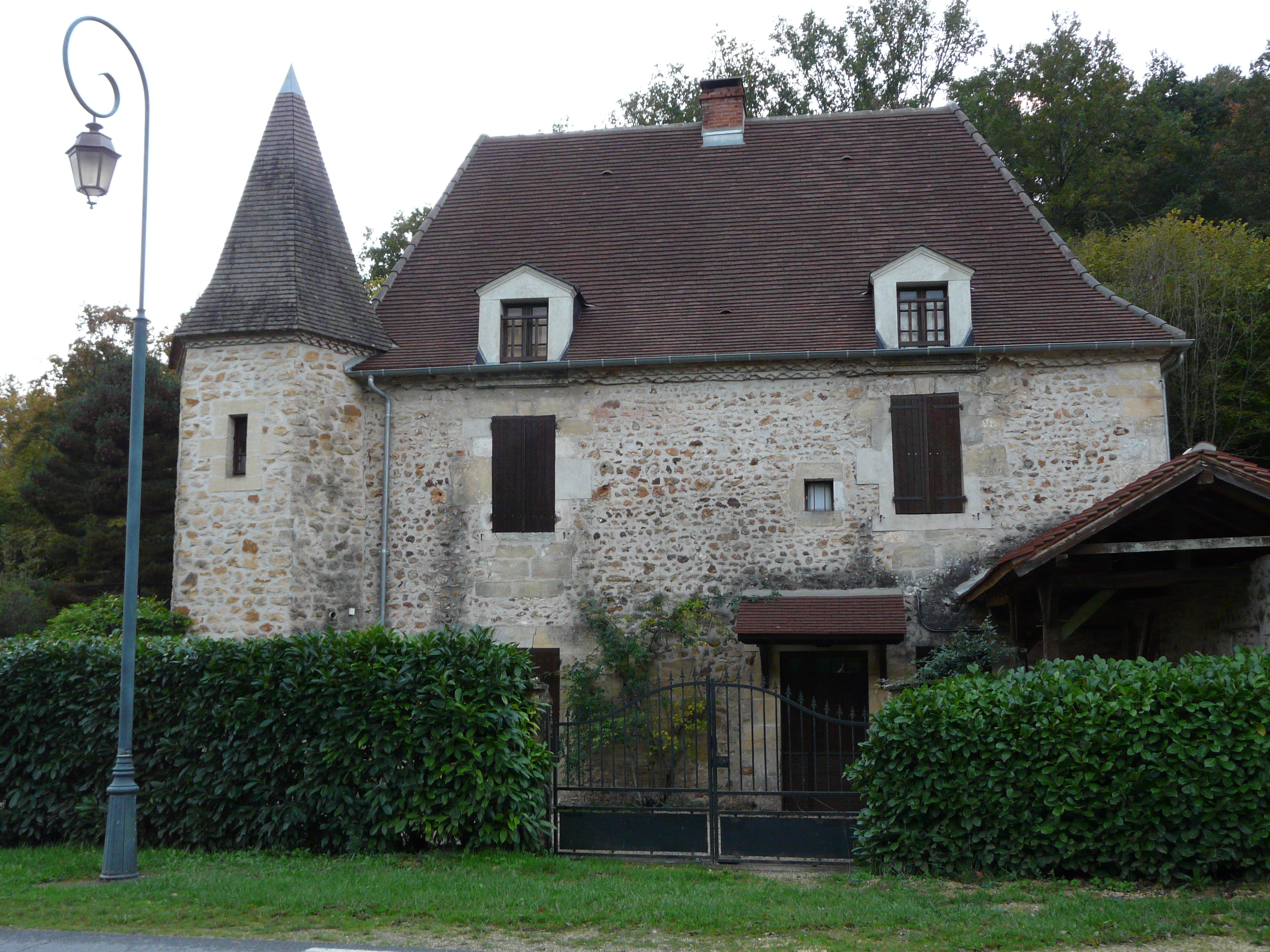
Bâtiment à côté de l'église Saint-Félix.

### Héraldique
| Blason à dessiner | Blason  | Coupé de gueules à un chêne de sinople*, et d'azur à un cerf arrêté contourné de sable*; et brochant sur la partition à la fasce d'argent, chargée d'une fasce d'or*, l'ensemble haussé à dextre et abaissé à senestre, surchargée à dextre d'un clocher de sable ouvert et ajouré de deux pièces d'argent, celle de dextre campanée de sable, et à senestre d'une façade d'église d'azur ouverte et ajourée d'argent, le clocher ajouré de deux pièces du champ. |
| Blason à dessiner | Détails | * Il y a là non-respect de la règle de contrariété des couleurs : ces armes sont fautives (sinople sur gueules, sable sur azur, or sur argent). Adopté le 11 mars 2024. |

## Pour approfondir